# Балканска война
 Тази статия е за Първата балканска война.  За Втората балканска война вижте Междусъюзническа война.  
Балканската война, наричана още Първата балканска война, за да се различава от Междусъюзническата (Втората балканска) война, е военен конфликт между Османската империя, от една страна, и съюзените България, Сърбия, Гърция и Черна гора, от друга, продължил от 26 септември (9 октомври по нов стил) 1912 година до 17 (30) май 1913 година.
Победата на съюзниците слага край на петвековното османско господство на Балканския полуостров. Империята губи всичките си владения на полуострова, с изключение на тясна ивица територия по северния бряг на Мраморно море. Останалата част на Тракия заедно с Източна Македония попада под българска власт. Сърбия завладява Косово, Северозападна Македония и други области, Гърция – Епир, редица острови в Егейско море и Югозападна Македония със Солун, а скоро след Лондонския мирен договор е създадена независима Албанска държава. Споровете за подялбата на Македония водят до разрив в Балканския съюз и до Втората балканска война, която избухва само месец след приключването на Първата.

## Причини за войната
Предпоставките за Първата балканска война, формулирани в Карнегиевата анкета, са:
- военно-политическото отслабване на Османската империя;
- потискането на християните в нейните европейски провинции;
- неуспехът на борбата на населението на Македония и Одринско за автономия;
- противоречията между големите европейски държави (т. нар. „Велики сили“), които не успяват да наложат реформи на режима в двете области;
- съюзът между балканските християнски държави в стремежа им за национално обединение и териториално уголемяване за сметка на Османската империя.[1]

Берлинският договор от 1 юли 1878 г., с който е утвърдено възстановяването на българската държава и се дава независимост на Сърбия и Черна гора, оставя в османските предели значителна част от Балканския полуостров. Тези земи стават обект на противоборство между балканските държави. Договорът (чл. 23 и 62) задължава османското правителство („Високата порта“) да предостави самоуправление на европейските си вилаети и равноправие на поданиците си, независимо от религията, която изповядват. Изработеният през 1880 г. от европейска комисия проект за реформи в Македония и другите балкански владения на Османската империя остава неосъществен. Със суспендиране на конституцията от 1876 г. в империята се установява авторитарен режим на султан Абдул Хамид II, който допуска само ограничени отстъпки за нетурските народности в църковната организация и училищното дело.
След първите безуспешни опити (Кресненско-Разложкото въстание от 1878 – 1879 г. и Четническата акция от 1895 г.) през 1899 г. в Македония и Одринско започва въоръжена борба за автономия, ръководена от Вътрешната македоно-одринска революционна организация (ВМОРО) и Върховния македоно-одрински комитет (ВМОК). Тази борба ескалира през 1902 – 1903 г. с Горноджумайското и Илинденско-Преображенското въстание. Въстанията завършват с поражение на революционерите, но подтикват Великите сили да наложат на Високата порта реформи в управлението на македонските вилаети. Целта на т. нар. Мюрцщегска реформена програма е запазване на териториалната цялост на Османската империя, като се премахнат част от причините за недоволство на християните и се намали по този начин обществената нагласа за въоръжена борба. Програмата се проваля поради несъгласието на Австро-Унгария с идеята за автономия на Македония, издигната от Великобритания и Русия през юни 1908 г. Към това време съгласието между Великите сили, чийто продукт е Берлинският договор, е вече минало. До 1907 г. в Европа се образуват два враждуващи военно-политически блока: Тройният съюз (Германия, Австро-Унгария и Италия) и Антантата (Русия, Великобритания и Франция). В желанието си да привлече нови съюзници Антантата стимулира обединяването на балканските държави в отбранителен съюз.
През юли 1908 г. в Османската империя избухва Младотурската революция. Младотурците идват на власт с възстановяване на конституцията и обещание за всеобщо равноправие в империята. От втората половина на 1909 г. обаче новото правителство повежда политика на „отоманизация“ – заличаване на институциите и самосъзнанието на националните малцинства посредством административен, полицейски и икономически натиск и превръщане на всички жители на империята в османци. Реакция на това е възстановяването на ВМОРО (разпусната непосредствено след Младотурската революция) и четническото движение, а също и поредица от въстания на албанците, които започват през 1909 г. и стават все по-мащабни до навечерието на Балканската война. Кланетата в Щип (21 ноември 1911 г.) и в Кочани (1 август 1912 г.) са сочени като повод за Балканската война.

## Дипломатическа подготовка
Опитите за създаване на съюз между България и Сърбия започват още преди стихването на Балканската криза, предизвикана от обявяването на българската независимост и от анексирането на Босна и Херцеговина от Австро-Унгария. Преговорите се проточват три години (1909 – 1911 г.) заради разногласия между София и Белград относно поделянето на османските владения в Македония. Русия посредничи за българо-сръбското сближение, но отказва да даде на България гаранции срещу румънско нападение, тъй като не иска да насърчава нападателна война срещу Османската империя. Няколко обстоятелства ускоряват преговорите и избухването на войната:
- Усилията на българската дипломация да издейства от Цариград спиране на гоненията срещу македонските българи (подновени след кратко затишие през Младотурската революция) се провалят.[13]
- Вследствие и на това ВМОРО повежда борба срещу младотурския режим с терористични методи. Т. нар. „магарешки атентати“ предизвикват масови изстъпления срещу българите в Щип (ноември 1911 г.) и Кочани (юли 1912 г.). Те, на свой ред, водят до обществен натиск върху правителството в София да защити сънародниците си в Европейска Турция.[14][15]
- През септември 1911 г. избухва Триполитанската война. Конфликтът отвлича вниманието и силите на Османската империя от Балканите за защита на провинциите ѝ в Либия. Сравнително скоро след Босненската криза още една Велика сила, този път Италия, нарушава безнаказано принципа за неприкосновеност на османските територии.[16]
- През лятото на 1912 г. албански въстаници завземат Косово и Скопие. Османското правителство проявява склонност за отстъпки към исканията за албанска автономия. Опасението, че албанците ще посегнат на Косово и Македония, кара балканските съюзници да побързат с военните си приготовления.[17][18]

На 29 февруари 1912 г. България и Сърбия сключват военно-политически съюз, скрепен през следващите месеци с допълнителни споразумения между генералните щабове на двете страни. Отделно от сърбите, правителството на Иван Евстратиев Гешов влиза в преговори с Гърция, които водят до антиосмански договор на 16 май. Броени дни до началото на бойните действия София и Атина договарят и военна конвенция помежду си. Междувременно, през август, е постигната спогодба между България и Черна гора за сътрудничество в назряващата война.
В края на лятото на 1912 г. са направени последни опити за предотвратяване на въоръжения конфликт. На 25 септември, когато мобилизацията на войските на балканските страни вече е в ход, Австро-Унгария и Русия издават декларация, в която предупреждават, че няма да допуснат промяна на границите на Балканите, и обещават, че ще подновят усилията за реформи в Македония. На следващия ден черногорската армия напада Шкодренската крепост. На 30 септември България изпраща нота от името на балканските съюзници, в която приканва османското правителство да предостави в срок от шест месеца автономия на етническите малцинства в империята. В отговор Цариград обявява война на съюзниците на 4 октомври. България и Гърция обявяват на свой ред война на османците на 5 октомври, а Сърбия се включва два дни по-късно.

## Военна подготовка

### Съотношение на силите. Демографски и икономически потенциал
| Страни           | Площ (км2) | Население (1912 г.) | Мобилизационен резерв |
| ---------------- | ---------- | ------------------- | --------------------- |
| България         | 96 345     | 4 430 000           | 714 000               |
| Сърбия           | 48 303     | 2 910 000           | 400 000               |
| Гърция           | 63 211     | 2 630 000           | 300 000               |
| Черна гора       | 9000       | 247 000             | 30 000                |
| Балкански съюз   | 216 859    | 10 217 000          | 1 444 000             |
| Османска империя | 2 983 000  | 24 800 000          | 1 000 000             |

Балканските съюзници са малки държави, зависими финансово от големите европейски страни (Франция, Германия, Австро-Унгария), с аграрна икономика (с изключение на Гърция, ориентирана изключително към външната търговия) и неразвита промишленост, неспособна да издържа дълготрайна война. Последното проличава по време на войната, когато българската и останалите съюзнически армии изпитват остър недостиг на облекло, снаряжение и боеприпаси. Османската империя страда от аналогични икономически и финансови слабости. Значителният ѝ превес в площ и население спрямо балканските държави е подронен от слабата администрация, националните противоречия, изостаналата икономика и недоразвитата транспортна мрежа.

### Мобилизация и планове на Балканския съюз
Балканският съюз обявява мобилизация на войските си на 17 – 18 септември. Четирите държави вдигат на оръжие повече от 1,2 милиона души с над 2000 оръдия. За числеността на „действащите“ армии, които участват активно в бойните действия, се сочат твърде различни цифри – от 632 000 до 750 000 войници и офицери. Въпреки че военните конвенции на България със Сърбия и Гърция съдържат някои конкретни договорености за съгласуване на действията, съюзниците не разполагат с общ план за бойните операции, а всяка страна действа по собствена преценка. По тази причина разпределението на силите не е оптимално и основната тежест на войната срещу Турция се пада на българската армия в Източна Тракия. Сърби и гърци съсредоточават своите войски за действие в Западния оперативен театър, който поради отдалечеността си от центъра на османската държава е второстепенен от военна гледна точка, но има първостепенно политическо значение, защото от развоя на военните действия в него зависи кой ще владее Македония.

#### България
Българската армия, мобилизирана през втората половина на септември, наброява около 600 000 военнослужещи с 1116 оръдия. В Действащата армия, която провежда бойните операции, служат 366 000 войници и офицери. Останалите са разпределени в доброволческите, опълченските, допълващите и граничните части. Български бежанци от Османската империя, които не са приети в редовните войски, сформират Македоно-одринското опълчение с численост 14 670 души.
До 4 октомври главните сили на Действащата армия заемат позиции, както следва:
- Първа армия – 67 000 войници (към 8 октомври[34]) под командването на генерала от пехотата Васил Кутинчев – е разположена по двата бряга на река Тунджа в района на Къзълагач, а щабът ѝ е в Ямбол. В състава ѝ влизат три пехотни дивизии: 1-ва под командването на генерал-майор Стефан Тошев, 3-та (генерал-майор Иван Сарафов) и 10-а (генерал-майор Стою Брадистилов).[21][35]
- Втора армия, командвана от генерал-лейтенант Никола Иванов, в състав две пехотни дивизии (8-а, начело с генерал-майор Димитър Кирков, и 9-а на генерал-майор Радой Сираков), Хасковския отряд и Сборна конна бригада, заема изходни позиции в района на Търново Сеймен-Харманли.[21][36]
- Трета армия – над 83 000 войници (към 8 октомври[34]) под командването на генерал-лейтенант Радко Димитриев – е съсредоточена източно от Ямбол – вляво и в отстъп от 1-ва армия, с щаб в Стралджа. В състава ѝ влизат три пехотни дивизии: 4-та под командването на генерал-майор Климент Бояджиев, 5-а (генерал-майор Павел Христов) и 6-а (генерал-майор Православ Танев).[21][35]

Окончателният план за българското настъпление в Тракия предвижда нанасяне на основния удар с 1-ва и 3-та армия в пространството между Одрин и Лозенград в общо направление Цариград. Командването разчита да постигне успех чрез изненада. Затова армията на Кутинчев е изнесена напред, на един преход от българо-турската граница, а войските на Димитриев са оставени на два прехода от границата, прикрити зад самостоятелната Конна дивизия (генерал Атанас Назлъмов). Задачата на 2-ра армия е да изолира Одрин и да нанесе (с Хасковския отряд) спомагателен удар към Кърджали. Общият фронт, който трите армии покриват, е с ширина от 120 км.
За настъпление в Западните Родопи и Пиринския край българското командване отделя една пълна дивизия и други части. Родопският отряд (генерал Стилиян Ковачев), в който влизат 23 000 войници от 2-ра пехотна дивизия, е съсредоточен срещу турските войски в Тъмръшкия клин и долината на Места. 7-а пехотна дивизия – 37 000 войници под командването на генерал Георги Тодоров – изчаква край Дупница и Кюстендил заповед за настъпление по долината на Струма към Солун.
За разузнаване и диверсионни действия в тила на противника от 22 септември започва прехвърляне през границата на чети, организирани от Генералния щаб със съдействието на македоно-одринската общност в България. Броят на четите, изпратени от България, достига 59. Повечето от тях са пратени в Македония, където вече действат няколко десетки чети на ВМОРО. Общият брой на четниците достига около 3000 души.
През октомври 1912 г. българският боен флот разполага с учебния крайцер „Надежда“ (тип „Авизо“ 717 т) и шест леки торпедоносеца „Дръзки“, „Смели“, „Летящи“, „Шумни“, „Храбри“ и „Строги“ (97.5 т) – всички кораби са френска постройка. Главните пристанища Варна и Бургас са защитени от брегови батареи.
При обявяването на мобилизацията на 17 септември 1912 година българската армия разполага едва с два сферични балона („София 1“ и запасният „Годар“) и един самолет („Блерио XI“). В хода на войната броят на самолетите в българската армия достига 29.
Върховен главнокомандващ на българската армия е цар Фердинанд, но фактическото ръководство на войските е в ръцете на помощник-главнокомандващия генерал Михаил Савов и на началника на Генералния щаб генерал Иван Фичев, които се разполагат в Стара Загора.

#### Сърбия
Сърбия мобилизира 366 000 души с 544 оръдия, от които около 190 000 души в действащи подразделения. Тези сили образуват три армии и два самостоятелни отряда:
- Първа сръбска армия е концентрирана около Враня (най-южния район на тогавашна Сърбия, най-близко до Македония). Тя е най-силното сръбско съединение с приблизително 90 000 бойци. Те формират пет пехотни (Моравска I призив, Дунавска I, Дринска I, Дунавска II призив и Тимошка II) и една конна дивизия.[47] Номинално командването принадлежи на престолонаследника Александър Караджорджевич, но фактическият командир е началникът на щаба генерал Петър Бойович).
- Втора съюзна армия е съставена от една сръбска (Тимошка I призив) и една българска (7-а Рилска) дивизия с обща приблизителна численост от 50 000 бойци под командването на сръбския генерал Степа Степанович. Дислоцирана е на територията на България, в района на Дупница и Кюстендил.[47]
- Трета сръбска армия на генерал Божидар Янкович заема с три дивизии (Шумадийска I, Моравска I, Дринска II призив) и една бригада (общо 60 000 войници) района на Куршумлия и Медведжа.[47]
- Ибърски отряд (Шумадийска дивизия I призив и др. части – около 12 000 войници) се разполага около Кралево, срещу Нови пазар и Косовска Митровица.[47]
- Яворски отряд (една самостоятелна бригада – около 8000 войници) заема позиции още по на запад, край Пожега.[47]

При разпределението на тези сили сръбското Върховно командване (с началник-щаб генерал Радомир Путник) изхожда от предположението, че поне на първо време османците ще предпочетат пасивна отбрана на македонските и албанските си владения. Като най-удобно и стратегически важно за отбрана се оценява направлението от Враня през Куманово към Щип, отредено за 1-ва армия. 2-ра съюзна армия трябва да обходи от запад през Крива паланка и Кочани, а 3-та – от североизток през Прищина и Скопие. Тъй като 3-та армия трябва да измине повече разстояние, настъплението на 1-ва армия от Враня към Куманово е умишлено забавено. Ибърският отряд има за задача да нахлуе в Косово. Яворската бригада остава като заслон срещу Австро-Унгария, а впоследствие се включва в офанзивата в Новопазарския санджак.
Сръбската авиация наброява четири аероплана, които влизат в действие в последните дни на войната, при обсадата на Шкодра.

#### Черна гора
В началото на войната Черна гора изкарва на бойното поле 30 000 войници и 140 оръдия. Малко по-късно към тях се присъединяват около 4500 доброволци от Босна, Херцеговина и други славянски области на Австро-Унгария. Основната цел на черногорската армия е овладяването на Шкодра, което би осигурило господство на Черна гора в Северна Албания. За целта са отредени три от четирите ѝ дивизии – общо 22 000 войници, които настъпват към крепостта по северния и южния бряг на Шкодренското езеро. Четвъртата дивизия и една бригада са насочени към Новопазарския санджак, който отделя Черна гора от Сърбия.

#### Гърция
Гърция е смятана за ключов елемент от Балканския съюз поради сравнително силния си военноморски флот. Българо-гръцката военна конвенция от 22 септември 1912 г. отрежда на гръцкия флот (в състав: един модерен тежък кръстосвач, три остарели броненосеца, четиринайсет ескадрени миноносеца и други кораби, начело с адмирал Павлос Кундуриотис) задачата да възпрепятства превоза на османски войски на Балканите през Егейско море.
Гръцките сухопътни сили образуват две армии. Тесалийската армия (около 100 000 бойци начело с престолонаследника Константинос) е струпана около Лариса за офанзива в Южна Македония с главна цел – Солун. Епирската армия (13 000 войници начело с генерал Константинос Сапундзакис) е предназначена за настъпление в Епир и Южна Албания. Двете съединения разполагат общо с около 250 оръдия. До края на войната числеността на гръцките войски достига 215 000 души. Четири самолета са придадени към Тесалийската армия, а в хода на бойните действия флотата се сдобива с разузнавателен хидроплан.

### Мобилизация и планове на Османската империя
В момента, в който съюзниците свикват войските си, част от османските сили вече са мобилизирани за войната срещу Италия. На 10 и 12 септември е разпоредена частична мобилизация на запасняци от Тракия, Македония, Косово и Албания, а на 18 септември е обявена обща мобилизация. На 5 октомври, когато България и Гърция нападат, в Лозана е сключен мирен договор с Италия, което позволява на Османската империя да съсредоточи усилията си против балканските съюзници.
В плановете на османското командване се разчита на успех при обща численост на воюващата османска армия от 750 000 души. Поради лоша организация и проблеми в транспорта (недостиг на персонал в железниците и на товарни животни) обаче мобилизацията и съсредоточаването на войските напредва значително по-бавно, отколкото в България, Сърбия и Гърция. До началото на бойните действия османците успяват да съберат 430 000 войници с 930 оръдия (според някои източници – само 300 000 войници). Впоследствие силите им нарастват до 570 000 войници и 4000 оръдия.
Османският план за война срещу балканските съюзници предвижда: 1) съсредоточаване на главните сили на север срещу българите и сърбите в Тракия и Македония, и 2) сдържащи операции срещу Гърция и Черна гора, за които са отделени по-слаби прикриващи части.
Срещу българите в Тракия е изправена Източната армия начело с Абдулах паша. Към 4 октомври тя наброява едва 128 000 вместо предвидените по план 342 000. В състава ѝ влизат непопълнените съединения на I, II, III, IV и XVII корпус, войски от Одринския укрепен район (шест дивизии и допълнителни части), самостоятелна конна дивизия и Кърджалийският отряд. До завършване на съсредоточаването северозападно от Виза Източната армия трябва да удържи Одринската крепост. Кърджалийският отряд (съставен от две дивизии и един полк) заема поречието на Арда, като прегражда пътя на българите към Егейско море и по този начин защитава сухопътните комуникации между Цариград и Македония. Българските войски, настъпващи между Тунджа и Странджа, трябва да бъдат подмамени да настъпят в дълбочина и да бъдат обкръжени с концентрични удари по фланговете. В случай на благоприятно стечение на обстоятелствата османското командване предвижда настъпление в Царство България по двата бряга на Марица, завземане на Хасково и Търново Сеймен (Симеоновград), и изтласкване на българските армии на север, към Стара планина. То обаче подценява размера на българските сили в Тракия и остава в неведение за разположението и задачата на 3-та българска армия, която настъпва срещу Лозенград.
Срещу сръбско-българското настъпление в Македония е съсредоточена Вардарската армия начело със Зеки паша. Предвиждайки основния удар на сърбите откъм Враня, той събира главните си сили (V, VI и VII корпус – общо около 58 000 души) за насрещен удар от района между Щип и Куманово. Струмският корпус (28 000) трябва да нанесе спомагателен удар от Кресненския пролом по 2-ра съюзническа армия и така да подсигури десния фланг на османците в боевете около Куманово и Враня.
За защита откъм Гърция са определени Янинският корпус (22 000 души на Есат паша за отбрана на Епир и Южна Албания) и VIII корпус (29 000 души на Хасан Тахсин паша, прегражда планинските проходи между Тесалия и Солун). За прикритие на Северна Албания от черногорците в Шкодренската крепост са съсредоточени 25 000 войници.
Всички османски сили западно от Места образуват Западната армия под общото командване на Али Риза паша.
Османският флот се състои от три броненосеца, два крайцера, една броненосна корвета, три миноносни крайцера, осем ескадрени миноносеца, единадесет миноносеца и четиринадесет канонерски лодки. Задачата на тези сили е да осигурят османските комуникации по Черно, Мраморно и Егейско море.
В началото на войната Османската империя разполага с десет самолета. Два от тях са базирани край Солун, а другите осем – в Йешилкьой.

### Въоръжение
Основното огнестрелно оръжие на пехотата в Първата балканска война са австрийската пушка „Манлихер“ в няколко разновидности (в българската армия – образци от 1888 и 1895 г., в гръцката – „Манлихер-Шьонауер“) и германската „Маузер“ (в османската и сръбската армия). Масово се използват също „Хенри-Мартини“ (от османците), „Бердан“ (от българите и сърбите) и други модели с калибър между 6,5 и 7,62 мм. Конницата е въоръжена с карабини „Манлихер“ и „Маузер“. Балканските и османските армии са въоръжени и с тежки картечници „Максим“ (232 броя в българската армия), „Хочкис“ (420 османски), „Норденфелд“ и други системи.
Артилерията на воюващите страни е произведена от френската фирма „Шнайдер“ и германската „Круп“. В годините до войната „Шнайдер“ осигурява превъоръжаването на България, Сърбия и Гърция с модерни за времето си скорострелни полски и планински оръдия, основно в калибър 75-мм. (В периода 1897 – 1907 г. разходите на България за Шнайдерово оръжие са три пъти по-големи, отколкото за германско и австрийско. Оръжейните сделки са обвързани със заемите, които страната получава от френски банки.) Въпреки това голяма част от артилерията на балканските съюзници се състои от остарели, нескорострелни оръдия. Същото важи и за османската армия, но след 1908 г. тя успява да си набави над 800 модерни оръдия от „Круп“ (между 75 и 105-мм.).

## Бойни действия до първото примирие (октомври – ноември 1912)
Географските особености и военно-стратегическите решения на противниците водят до обособяване на няколко театъра на бойните действия в периметъра между Цариград, акваторията на Варна, Шкодра и Арта (на Йонийско море). Опитите на османското командване да спечели стратегическата инициатива в първите дни на войната не сполучват, поради което теренът и интензивността на сраженията се диктуват от съюзниците. Българската армия нанася главния удар в Източна Тракия. По-малки съединения действат в Родопите и Западна Тракия. Български и гръцки войски настъпват срещу Солун, съответно от север, по течението на Струма, и от юг, през долината на Бистрица. Тези операции са подпомогнати от гръцкия флот в Егейско море. Основната част на сръбската армия нахлува във Вардарска Македония. Заедно с черногорците, сърбите овладяват Санджак и Косово и си проправят път през Северна Албания. Борбата между гърци и турци за крепостта Янина оформя допълнителен театър на бойните действия в Епир.

### Настъпление на българите в Източна Тракия
В Източна Тракия от началото на октомври до затишието в бойните действия през ноември се състоят три големи сражения между българските и турските войски. В хода на Лозенградската операция на 9 – 10 октомври турската Източна армия начело с Абдулах паша настъпва от Одрин и Лозенград на север, но преди да стигне границата се сблъсква с настъпващата насреща ѝ 1-ва българска армия, която отбива и опита за излаз на одринския гарнизон. Десният турски фланг попада под ударите на 3-та българска армия, извършила преход през Странджа иззад 1-ва армия. Основните боеве се водят край селата Муратчалъ и Кайпа, Гечкинли, Селиолу, Ескиполос, Петра и Ериклер. Турските войски са обърнати в бягство и на 11 октомври българите завладяват без бой Лозенград и укрепленията му.
След победата при Лозенград българите не преследват отблизо разбития противник. Това дава възможност на турските войски да се реорганизират и да привлекат подкрепления на линията на река Караагач, която прегражда пътя към Цариград. Новосъздадената 1-ва Източна армия заема района около Люлебургас, а 2-ра Източна армия се разполага в околностите на Бунархисар. На 15 октомври те се сблъскват с напредващата 3-та, подкрепена по-късно и от 1-ва българска армия. Сражението продължава шест дни при числен превес на турците и променлив успех. Противниците от двете страни на фронтовата линия дават общо над 40 000 убити и ранени. Опитът на турския командващ Махмуд Мухтар паша да пробие левия фланг на българите, за да си върне Лозенград, е пресечен. Под общото командване на генерал Димитриев двете български армии постигат решителен успех с пробив в центъра на турската отбрана.
След Люлебургаско-Бунархисарската операция българските войски отново не преследват противника. Причини за това са: умората на войниците; тежкото състояние на пътищата, разкаляни от дъждовете; нерешителността на Главното командване; слабото разузнаване; влошаването на снабдяването поради разтягането на комуникационните линии в хода на настъплението; разпространението на холерата, която отнася хиляди жертви. Настъплението на 1-ва и 3-та армия към Цариград е подновено на 24 октомври. Два дни по-рано (на 22 октомври) новото турско правителство начело с Кямил паша се обръща към Франция и Русия с молба да посредничат за примирие, но цар Фердинанд пренебрегва както турското предложение, така и руското предупреждение да се въздържа от щурм на османската столица. На 4 и 5 ноември българските войски атакуват Чаталджанската укрепена позиция, която се простира между Черно и Мраморно море на 40 км западно от Цариград. Въпреки отделни успехи, те не успяват да постигнат пробив и са отблъснати, губейки 12 000 души.
Междувременно, на 9 и 18 октомври, българските сили край Одрин отбиват два излаза на османския гарнизон. До средата на ноември 2-ра българска армия блокира напълно крепостта. Обсадата на Одрин трае още четири месеца.
Успешното настъпление на българските войски в Тракия кара турското командване да задържи подкрепленията, които са предвидени първоначално за борба срещу Сърбия и Гърция, и да ги пренасочи за отбрана на Тракия и столицата на империята от българите.

### Сръбско настъпление в Македония
Сръбската 1-ва армия преминава в настъпление на 7 октомври от района на Враня и навлиза в Македония. Ден по-късно Тимошката дивизия (от 2-ра съюзна армия) нахлува откъм Кюстендил, завзема Крива паланка, Страцин и Кратово, но на 10 октомври е спряна от османската 15-а дивизия на височините западно от този град. По същото време главните сили на турската Вардарска и на сръбската 1-ва армия се сблъскват в Кумановската битка. Предните сръбски части са силно притиснати, но удържат противниковия натиск. На следващия ден (11 октомври) 1-ва армия разгръща основните си сили и пробива турския център. Заедно с Куманово в сръбски ръце попада най-прекият път за вътрешността на Македония и жп линията, свързваща Солун и Косово поле. На 13 октомври сърбите, начело с княз Александър Караджорджевич, влизат в Скопие. След 3-дневни боеве (21 – 23 октомври) в планините северно от Прилеп те преодоляват съпротивата на заслоните, оставени от Зеки паша, и завземат града. Разбитите турски войски се оттеглят към Битоля. Една част от тях остава изолирана в долината на Черни Дрин. Тези в Битоля са притиснати от две страни с напредването на сърбите от север и на гърците откъм Острово и Лерин. В битката при село Екши Су, недалеч от Лерин, на 23 – 24 октомври гръцката 5-а дивизия е разгромена и отхвърлена към Кожани от турския VI корпус на Джавид паша. Но Битолското сражение със сърбите на 4 и 5 ноември завършва с поражение на Вардарската армия. Битоля пада в сръбски ръце на 7 ноември. След като губи по-голямата част от войските си, в началото на декември Зеки паша се добира през Корча и Берат до Южна Албания.
Операциите на сръбските и гръцките войски в Македония са улеснени от действията на ВМОРО в тила на турците. Заедно с милициите от местното население, които мобилизира, силите на Вътрешната революционна организация достигат около 15 000 души. Някои от отрядите, предвождани от Ефрем Чучков, Петър Чаулев, Методи Стойчев, Васил Чекаларов, Христо Силянов, Иван Попов и други войводи, наброяват до няколкостотин души, в прилепската чета на Милан Гюрлуков влизат около хиляда бойци. Те освобождават редица градове (Велес, Кратово, Щип, Крушево, Охрид) още преди идването на сърбите. Част от четите на ВМОРО вземат пряко участие в битката при Куманово, а отрядът на Гюрлуков спомага за овладяването на проходите за Прилеп. Костурската съединена чета, включваща чета № 4 на Васил Чекаларов, чета № 5 на Иван Попов и чета № 6 на Христо Силянов, които са част от Македоно-одринското опълчение, след началото на военните действия се насочва през Леринско за Костурско. Отрядите на Чаулев, Силянов и други войводи пленяват стотици турски войници в Охридско и 2500 край Костур. В подкрепа на Сръбската армия действат и сръбските и сърбоманските чети в Македония, разделени на три отряда – Козячки, Поречки и Отвъдвардарски, в състав от около 400 души.
След разгрома на османската Вардарска армия и оттеглянето на остатъците ѝ в южна Албания сръбското командване отделя значителни сили в помощ на съюзниците в Тракия и Албания. Още през октомври 1912 г. – преди битката при Битоля – под стените на Одрин са прехвърлени Тимошката и Дунавската дивизия под командването на генерал Степа Степанович. Други три сръбски дивизии подсилват черногорската обсада на Шкодра в началото на 1913 г.

### Господство на гръцкия флот в Бяло море
От октомври до средата на ноември гръцкият боен флот овладява редица беломорски острови, в т. ч. Тасос, Самотраки, Тенедос, Хиос, Лесбос. Установявайки базата си на остров Лемнос на 14 октомври, гръцкият адмирал Павлос Кундуриотис блокира Дарданелите и прекъсва морските комуникации между османските владения в Мала Азия и Македония. По този начин Гърция още в първите дни на войната печели господство в Бяло море и не позволява прехвърляне на турски войски за Солун. Османската източна армия, която се сражава срещу българите при Люлебургас и Чаталджа, е отслабена, защото е принудена да отдели сили за защита на Галиполския полуостров, а подкрепленията от Сирия и Палестина трябва да се придвижват по по-бавния сухопътен маршрут. След завладяването на Солун в края на октомври съюзниците използват егейски маршрути (през солунското пристанище) за изпращане на свои войски в Източна Тракия (7-а рилска дивизия) и в Албания (срещу Шкодра).
Гръцкият успех по море е улеснен от факта, че в първите седмици на войната османското командване отрежда главните сили на своя флот за охрана на войските и военните доставки през Черно море, а в началото на ноември и за отблъскване на пристъпа на българската армия срещу Чаталджа с помощта на тежката корабна артилерия. Запазвайки контрола си върху проливите, турският флот пренася безпрепятствено войски срещу българите от Мала Азия в Източна Тракия. Едва в началото на декември – след примирието на фронта пред Чаталджа – турският флот прави опит да пробие блокадата на Дарданелите, но е отблъснат в битката при Ели (3 декември 1912 г.). Месец по-късно вторият опит също е отбит в резултат на битката при Лемнос (5 януари 1913 г.). Единствено крайцерът „Хамидие“ успява да пробие блокадата и до края на войната безпокои гръцкия търговски флот и военни транспортни кораби в Бяло, Средиземно, Йонийско и Адриатическо море.

### Български и гръцки операции за завладяване на Солун
Гръцката армия започва настъпление от Тесалия към Солун на 5 октомври. В боя при Еласона на следващия ден гърците отблъскват прикриващия турски отряд и напредват до прохода Сарандапоро. В битката при Сарандапоро на 9 – 10 октомври малобройните турски войски са разбити и гръцката Тесалийска армия навлиза в долината на река Бистрица (Алиакмонас). На 19 и 20 октомври тя извоюва решителна победа край Енидже Вардар, която ѝ открива окончателно пътя към Солун. Седмица по-късно (27 октомври) османският командир Тахсин паша предава града на принц Константинос.
Настъпващата от север българска Седма Рилска дивизия достига Солун няколко часа след гърците. Нейната офанзива започва на 5 октомври с овладяване на Царево село и Горна Джумая. Дясната ѝ колона завзема Кочани на 11 октомври, а централната и лявата – Кресненския пролом на 14 октомври, нанасяйки поражение на турския Струмски корпус. На следващия ден настъплението е спряно със заповед на командващия 2-ра съюзна армия генерал Степанович. Три дни по-късно (18 октомври) заместник-главнокомандващият на българската армия генерал Савов отменя заповедта на сръбския генерал и нарежда на дивизията да настъпи към Солун. На 22 – 23 октомври българите преодоляват Рупелския пролом, а на 27-и, при капитулацията на Тахсин паша, се намират при Айватово, на 12 километра северно от Солун.
При тези операции източният фланг на Рилската дивизия е обезопасен от Родопския отряд, който завзема последователно прохода Предела (11 октомври), Неврокоп (18 октомври) и Сяр (25 октомври). След падането на Солун Родопският отряд се съсредоточава за настъпление на изток, към Ксанти и Гюмюрджина.

### Поражение на османците в Родопите и Западна Тракия
В първите седмици на войната българските съединения, дислоцирани в Централните и Източните Родопи – Хасковският отряд и левият фланг на Родопския отряд (1-ва бригада на 2-ра пехотна дивизия и 9-и полк) – имат задачата да прикриват направленията през Чепеларе и Хасково за Пловдив срещу евентуална контраофанзива на османците, която би застрашила тила на настъпващите в Източна Тракия български армии. Затова до началото на ноември настъпателните действия на българите в Родопите са с ограничен обхват и целят завземане на по-добри позиции за отбрана.
На 8 октомври 1912 г. Хасковският отряд нанася поражение на турския Кърджалийски корпус и влиза в Кърджали. Турските войски под командването на Мехмед Явер паша се оттеглят в Мъстанли. Българите не го преследват, а след няколко дни по-голямата част от Хасковския отряд е прехвърлена към Одрин, за да вземе участие в обкръжаването на крепостта. За отбрана на средното течение на Арда са оставени малобройни прикриващи части (Кърджалийски отряд), които възпират контраатаките на Явер паша до началото на ноември.
До 8 октомври Родопският отряд завладява Дьовлен с цялата Тъмръшка област. Към 13 октомври отрядът овладява Пашмакли и околните села, а няколко дни по-късно прави неуспешен набег за прекъсване на железопътната линия при село Бук, между Драма и Ксанти. Отрядът се укрепява на достигнатите позиции и на 19 – 21 октомври отбива турското контранастъпление към Голям Палас и Смилян.
В началото на ноември – след овладяването на Солун от гърците и изтласкването на главните османски сили към Цариград – българското главно командване дава ход на операция за прочистване на Родопите от турски войски и завладяване на Беломорска Тракия. Кърджалийският отряд на генерал Никола Генев, подсилен с 3-та бригада от Македоно-одринското опълчение, предприема настъпление на 4 ноември и през следващите четири дни разбива турците при Мъстанли и на превала Балкан Тореси. На 8 ноември отрядът завзема Гюмюрджина и след кратка пауза продължава настъплението си към беломорското пристанище Дедеагач. Преследван от войските на генерал Генев, Явер паша се оттегля с главните си сили (над 9000 войници и офицери с 8 оръдия) на югоизток с цел да достигне османската база на Галиполския полуостров. При Мерхамли, на десния бряг на Марица, на 14 ноември турският корпус е пресрещнат от отряда на полковник Александър Танев (Сборна конна бригада и една бригада от Македоно-одринското опълчение) и след кратко сражение е принуден да капитулира.
В резултат на победите при Балкан Тореси и Мерхамли българските войски завладяват Родопите и Западна Тракия. Така е подсигурен тилът на армиите при Чаталджа и Одрин и са осигурени снабдителни линии през пристанището Дедеагач и железницата през Димотика и Чорлу.

### Съюзнически операции в Санджак, Косово, Албания и Епир
На 26 септември 1912 г. черногорските войски начело с престолонаследника княз Данило и генерал Митар Мартинович настъпват от двете страни на Шкодренското езеро и в началото на октомври достигат подстъпите на Шкодра, отбранявана от 24-хилядна османска армия и 5 хиляди албански доброволци начело с Хасан Риза паша и Есад паша Топтани. Първите два щурма (на 11 и 15 октомври) протичат некоординирано и са отбити с тежки загуби, тъй като черногорците не разполагат с достатъчно пехота и артилерия. Със сръбска помощ в началото на ноември те прекъсват връзките на Есад паша с Централна Албания, но не успяват да блокират напълно Шкодра и да спрат снабдяването на гарнизона.
Битката за Косово започва на 2 октомври с нападение на албански отряди срещу сръбски застави по границата. На 7 октомври 3-та сръбска армия на генерал Божидар Янкович си пробива път край Подуево през долината на река Лаб. На 9 октомври сърбите влизат в Прищина. Османският Прищински отряд (с много албански доброволци в състава) дава последен отпор в прохода при Качаник, но отстъпва при вестта за падането на Скопие (13 октомври).
В това време (до средата на октомври) черногорската Източна дивизия, командвана от генерал Янко Вукотич, в съдействие със сръбския Яворски отряд, завзема западната част на Новопазарския санджак с градовете Плевля и Бело поле. Сръбската Ибърска група завзема град Нови Пазар на 10 октомври. Малобройните османски войски се оттеглят към Западно Косово, преследвани от черногорците. На 20 октомври преследвачите овладяват Печ, а два дни по-късно влизат в Дяково заедно с подразделения от 3-та сръбска армия.
Успехите в Македония и Косово и блокирането на шкодренския гарнизон позволяват на сръбските войски да нахлуят в Северна и Централна Албания. По пътя си те срещат съпротива само от албански партизани. На 4 ноември дясната колона на 3-та армия достига град Лежа (Леш, Алесио) и се съединява с черногорските сили в района. Лявата колона прониква до Тирана, а на 15 ноември овладява пристанището Драч. На същия ден (28 ноември по нов стил) Албанско национално събрание във Вльора провъзгласява независимостта на Албания и призовава Великите сили на помощ срещу чуждестранните войски, навлезли в страната.
В Епир на 21 октомври гърците вземат под контрол изхода на Амбракийския залив, превземайки Превеза. Към средата на ноември те достигат подстъпите на Янина. След завземането на Солун в района са прехвърлени допълнително три дивизии. С тяхна помощ крепостта е блокирана от три страни.

### Блокада на Българското Черноморие
Вижте също Битка при Варна (1912)
Въпреки че българският флот представлява по-малко от половин процент от българската армия през 1912, военните моряци участват активно в сраженията по море и суша. Изградена е първата в историята на България минно-артилерийска позиция във Варненския залив. Във Варненския залив е поставено минно заграждение от около 240 френски ударни мини „Сотер и Харле“. В Бургаския залив не са поставени мини, но и двата залива са обявени за минирани, което кара турските кораби да бъдат предпазливи в действията си и пред двата града.
Турска ескадра налага блокада на Варна на 4 октомври 1912 г., задържайки товарни кораби на път за пристанището. На 6 – 8 октомври градът и военните съоръжения край него са подложени на артилерийски обстрел откъм морето. За да отвърне на бомбардировките, българското командване премества на крайбрежието тежка артилерия от Шумен. На 8 октомври е обстреляна Каварна, а на 18 октомври – и Бургас. Едновременно с тези действия турският флот прикрива доставките на оръжие от Германия през румънското пристанище Кюстенджа.
Българските торпедоносци водят непрекъсната патрулна служба с цел прехващане на доставките от Кюстенджа, които се подпомагат и с разузнавателни данни. Такива данни подсказват за нов превоз на въоръжение на 7 ноември с египетските кораби „Акдениз“ и „Къзълирмак“, прикривани от турска военна ескадра. Отряд от четири български торпедоносци „Летящи“, „Смели“, „Строги“ и „Дръзки“ под командата на кап. II ранг Димитър Добрев излиза през нощта на 7 срещу 8 ноември за да прехване конвоя от Кюстенджа. Но те само намират охраняващата турска ескадра и атакуват флагмана ѝ крайцера „Хамидие“. Всички торпедоносци стрелят в „Хамидие“, но успешен е само изстрелът от торпедото на торпедоносеца „Дръзки“. „Хамидие“ е тежко повреден и е спасен само благодарение на намесата на съпровождащите турски кораби. След тази битка блокадата на Българското Черноморие е вдигната. Към 18 ноември турският флот се насочва към Дарданелите и след безуспешните усилия да пробие гръцките заграждения западно от пролива се съсредоточава за поддръжка на сухопътните операции на турската армия в Източна Тракия.

### Роля на военновъздушните сили
В Първата балканска война бойната авиация е все още в зародишно състояние. Самолетите се използват предимно за разузнаване на неголямо разстояние (до 60 км). Бомбардирането на вражеските позиции става с единични самоделни бомби и ръчни гранати и има по-скоро морално, отколкото физическо отражение върху противника. Въздушни боеве няма, тъй като самолетите не са оборудвани с бордово въоръжение.
Първи в действие влизат гръцките летци в Тесалия. На 6 октомври 1912 г. гръцки самолет бомбардира турските позиции. След завземането на Солун авиационните части са пренесени в Превеза, в помощ на войските, които действат срещу крепостта Янина.
Българското аеропланно отделение се базира на километър югоизточно от Свиленград. В периода от 16 октомври до 17 ноември самолетите на отделението извършват 15 излитания за изпълнение на бойни задачи, които включват предимно разузнаване в района на Одринската позиция, както и в района на Караагач, Юруш, Кадънкьой, Доганджа, Емекчикьой и ъгъла между Марица и Тунджа. Първата въздушна бомбардировка на османските позиции край Одрин е извършена на 17 ноември.

## Чаталджанско примирие
След неуспешната атака при Чаталджа България откликва на турското искане за примирие от края на октомври. София се възползва от предложението на Великите сили за посредничество, отправено непосредствено преди сражението, и установява контакт с османското правителство чрез руския посланик в Цариград. След едноседмични преговори край Чаталджа на 20 ноември е сключено споразумение за спиране на бойните действия между България, Сърбия и Черна гора, от една страна, и Османската империя, от друга. Съгласно условията на примирието армиите на воюващите страни запазват достигнатите позиции. По тази причина примирието не е подписано от Гърция, която държи османците да ѝ предадат Янина. Въпреки това гръцки представители вземат участие в мирната конференция, която е открита на 3 декември в Лондон, паралелно с конференция на посланиците на Великите сили. В хода на преговорите османското правителство предлага създаване на автономни държави Македония и Албания, но планът е отхвърлен от съюзниците, които искат всички територии на запад от линията Мидия – Енос. Под натиска на Великите сили правителството на Кямил паша се съгласява да отстъпи, но преди да го стори е свалено от власт. Новото правителство, дошло на власт след младотурския преврат в Цариград на 10 януари, подготвя контраофанзива в Източна Тракия и не дава отговор на съюзническите условия. Няколко дни по-късно, на 16 януари, преговорите в Лондон са прекъснати.

## Бойни действия (декември 1912 – март 1913 г.)

### В Епир и Албания
След отказа на Гърция да се присъедини към Чаталджанското примирие нейните войски продължават настъпателните действия в Епир, но дълго време нямат успех. Първите два щурма на Янинската крепост (в началото на декември 1912 и на 7 – 9 януари 1913 г.) са отбити от гарнизона. Третият щурм (на 21 февруари 1913 г.) завършва с решителна гръцка победа, която изважда от строя 26-хилядна османска войска. По-голямата част от гарнизона начело с Есад паша се предава. След падането на Янина гърците завладяват цял Епир.
Примирието от 20 ноември 1912 г. не се спазва и в Северна Албания. След превземането на град Елбасан, в началото на декември Сърбия спира настъплението на войските си на река Шкумбини с намерението да анексира териториите на север от нея. Областта на юг от реката остава под контрола на остатъците от османската Вардарска армия (корпуса на Джавид паша), която се оттегля в Южна Албания след поражението при Битоля. В окупираните албански земи се развива силно четническо движение против сърбите. През март сръбските войски прекосяват Шкумбини в преследване на албански чети. Макар и подсилен с няколко хиляди бойци от янинския гарнизон, Джавид паша е разбит и отстъпва град Берат (30 март).
Черногорските сили, обсаждащи Шкодра, са подсилени от сръбски войски, но двата опита за овладяване на крепостта (на 25 – 27 януари и на 18 – 19 февруари 1913 г.) се провалят.
Веднага след примирието от 1 април Сърбия изтегля войските си от Албания под заплахата от война с Австро-Унгария, която се опасява, че сръбски излаз на Адриатическо море ще застраши морските ѝ комуникации. Черногорските войски продължават обсадата на Шкодра и на 10 април влизат в крепостта, изоставена от турско-албанския гарнизон, но скоро са принудени от Великите сили да я напуснат.

### В Източна Тракия
С прекратяването на лондонските преговори за мир младотурското правителство разчита на частичен обрат във войната, който да позволи на Османската империя да задържи контрола си върху Одрин и областта му. По време на примирието то струпва значителни войски на укрепените позиции край Чаталджа (при Цариград) и Булаир (на провлака на Галиполския полуостров). Планът на новия османски главнокомандващ, Ахмед Изет паша, за деблокиране на Одрин предвижда тройна атака. Основният удар трябва да бъде нанесен при Булаир от Галиполската армия. Той трябва да бъде подпомогнат с десант на брега на Мраморно море в тила на българските защитници. Чаталджанската армия получава за задача да нанесе втория спомагателен удар.
В очакване на османската контраофанзива българското командване подготвя укрепени позиции за 1-ва и 3-та армия при Чаталджа и по бреговете на Черно и Мраморно море. При Одрин 2-ра армия е подсилена с две дивизии и обсадна артилерия от Сърбия. За опазване на тила на трите армии, в средата на декември 1912 г. е създена Четвърта армия начело с генерал Стилиян Ковачев. В състава ѝ влизат двете пехотни дивизии, които през първата фаза на войната действат в Източна Македония и Родопите – 7-а Рилска и 2-ра Тракийска дивизия, а също Македоно-одринското опълчение, Конната дивизия и Сборната конна бригада.
На 26 януари 1913 г. османските войски преминават в настъпление от Галиполи. Едновременно с това край Шаркьой е стоварен 8-хиляден турски десант. В решителната битка при Булаир Галиполската армия е разгромена от 7-а Рилска дивизия. Два дни по-късно османският 10-и корпус (Хуршид паша) се оттегля по море от плацдарма, зает при Шаркьой (Бой при Шаркьой). Българската брегова охрана отблъсква още няколко по-малки десанта в Източна Тракия. Османското настъпление при Чаталджа започва три дни преди офанзивата при Булаир (на 23 януари). След боеве с променлив успех, в началото на февруари българските войски се оттеглят планомерно с 10 – 20 км на запад от Чаталджа до предварително подготвените укрепени позиции.
На 11 – 13 март 1913 г. българо-сръбските войски щурмуват и превземат Одринската крепост. Комендантът Шукри паша се предава в плен с 60-хилядната си армия. Едновременно с щурма на Одрин, 1-ва и 3-та българска армия настъпват срещу Чаталджа и отблъскват турците от териториите, завзети през януари, обратно на укрепената им позиция. На 31 март воюващите страни сключват примирие, което влиза в сила от следващия ден, 1 април.

## Мирни договори
Заседанията на Лондонската конференция са възобновени на 18 април 1913 г. в условия на засилващи се разногласия между балканските съюзници за разпределянето на завзетите османски територии. През февруари и май се състоят спорадични сблъсъци между български и гръцки войски североизточно от Солун. Сърбия и Гърция се подготвят за общ отпор срещу България. При назряващата междусъюзническа война британският външен министър Едуард Грей поставя ултиматум за приключване на преговорите с Османската империя до края на месеца. Мирният договор е подписан на 17 май 1913 г. в двореца „Сейнт Джеймс“. Той слага край на войната между Османската империя и Балканския съюз. Империята се отказва от всичките си владения на запад от линията Мидия – Енос, прокарана в Източна Тракия, и от суверенитета си над остров Крит. Договорът гарантира създаването на албанска държава, която включва и Шкодра. Други въпроси – подялбата на Македония, статутът на островите в Егейско море, военните репарации – са оставени неуредени.
След Втората балканска война Османската империя сключва отделни мирни споразумения с България (16 септември, в Цариград), Гърция (1 ноември 1913 г., в Атина) и Сърбия (1 март 1914 г., в Цариград). С тях се урежда възобновяването на дипломатическите отношения и се дават гаранции за правата на мюсюлманите (имуществени и верски), останали в новопридобитите от българи, гърци и сърби земи. Формален договор между Високата порта и Черна гора не е подписан до избухването на Първата световна война, в която двете страни са отново в противникови лагери.
Статутът на егейските острови е решен през март 1914 г. Тогава Великите сили предават островите на Гърция (без разположените до Дарданелите Имброс и Тенедос) срещу ангажимента ѝ да оттегли войските си от Южна Албания.

## Последици

### Жертви на войските
Човешките загуби на съюзническите войски за всяка страна по отделно са:
- България – близо 87 000 души,[150] в т. ч. 14 000 убити в сражения, 19 000 починали от болести, 50 000 ранени[151] и над 3000 безследно изчезнали;[150]
- Сърбия – 39 000 убити, умрели и ранени;[152]
- Гърция – близо 29 000 души (около 5000 убити и над 23 000 ранени);[151]
- Черна гора – близо 9500 души (в т. ч. 2800 убити).[151]

За загубите на османската армия не достига достоверна статистика. Условно те се изчисляват на около 100 000 или 340 000 души (в т. ч. 225 000 убити, умрели от болести и ранени и 115 000 пленени).

### Участ на мирното население
Първата балканска война нанася големи щети на жителите на районите, през които преминават войските. В Тракия и Родопите са опустошени редица села (турски, гръцки, българомохамедански и българохристиянски). От Лозенградски окръг бягат 50 000 турци. Десетки хиляди българи са принудени да търсят закрила в районите, завзети от техните сънародници. Мюсюлманското население в Македония е подложено на репресии от местните християни и от съюзническите войски, което води до многохилядни бежански вълни към големите градове (Скопие, Битоля и Солун) и към Мала Азия. Опустошенията, прекъсването на търговията и репресиите срещу мирното население, извършени и от двете воюващи страни, водят до масов глад през зимата и пролетта на 1913 г., който обхваща Одринско, части от Родопите и района на Гюмюрджина. Епидемии от холера и дизентерия отнемат живота на много жители на Източна Тракия и България през есента на 1912 г., а след Втората балканска война се разпространяват от бежанците по целия полуостров.
Победителите повеждат политика на национална и религиозна асимилация в новопридобитите територии. Под ръководството на Българската православна църква през януари-февруари 1913 г. са насилствено покръстени хиляди помаци от Родопите (включително и от старите предели на Царство България) и от поречията на Места и Струма. Албанците в Косово и Македония, които се противопоставят на сръбските и черногорските войски, са подложени на масови кланета. Във Вардарска Македония още от есента на 1912 г. сръбските окупационни власти подлагат на натиск местните българи да се обявят за сърби. Управлението, установено от ВМОРО в Охрид, Велес и други градове, е разтурено, много дейци на революционната организация са арестувани или убити. На гонения са подложени и екзархийските свещеници и българските учители, на чието място идват сръбски. Българските училища са закрити, а сръбски чети извършват насилствено разоръжаване на селските милиции, съпроводено с побои и убийства. Гърците в Югозападна Македония провеждат аналогична политика спрямо местните българи.

### Ескалация на конфликта между съюзниците
Пренебрегването на българо-гръцкия спор за Южна Македония и отказът от принципа за неделимост на областта при преговорите за изграждане на Балканския съюз довеждат до разпадането му веднага след сключването на мира с османците. Усилията на Русия да изпълни ролята на арбитър, заложена в договора между България и Сърбия, се провалят. На 19 май 1913 г. (два дни след подписването на Лондонския мир) е сключен гръцко-сръбски договор, с който двете страни гарантират общата си граница в Македония срещу опити от българска страна за промяна на статуквото. На 16 юни българската армия атакува позициите на сърби и гърци и с това дава началото на Втората балканска война. Тя завършва с победа и допълнителни териториални придобивки на Сърбия и Гърция за сметка на България. Османската империя се възползва от междусъюзническия конфликт и си възвръща Одринска Тракия, а Румъния завладява Южна Добруджа.